# Ancestris
Ancestris és un programari de genealogia lliure que respecta les especificacions GEDCOM de la versió 5.5 i 5.5.1. És un programari lliure amb llicència GNU GPL 3.0 disponible per a Linux, BSD, Solaris, MAC i Windows. Està escrit en llenguatge Java i es basa en la plataforma NetBeans d’Oracle. Està disponible en català.

## Funcions
- Ancestris treballa directament a l'arxiu GEDCOM que garanteix el control de dades, evita haver de fer exportacions i facilita l'intercanvi de dades entre diverses persones que treballen en la mateixa genealogia. Les seves principals característiques:
- Programari gratuït i complet de genealogia
- Permet treballar en diverses genealogies a el mateix temps.
- Interfície de múltiples finestres o pestanyes fàcil d'utilitzar.
- Moltes vistes possibles: edicions, geogràfiques, d'arbre, cronològiques, taules, gràfic...
- Edició de llocs i geolocalització automàtica.
- Publicació a Internet integrada en un lloc personal lliure elecció.
- Importació d'arxius GEDCOM, amb una eina de reparació per a l'arxiu importat.
- Exporta a llocs web com GeneaNet i CousinsGenWeb.
- Entrada massiva de documents a l'examinar registres municipals, parroquials o notarials.
- Producció de diversos informes: llista flaix, grup familiar, arbres, etc.
- Compartir arbres entre usuaris.
- Numeració de Sosa, d'Aboville i Sosa-d'Aboville.